# Division By ZerØ
Division By ZerØ är ett musikalbum från 2003 av den svenska goatrancegruppen Hux Flux. Det släpptes den 5 december 2003 på skivbolaget Spiral Trax.

## Låtlista
1. Numbers (7.28)
2. Ultrastructure (6.53)
3. Bitshifter (6.53)
4. Skurk (7.24)
5. Artifacts (7.29)
6. Tabulator (7.56)
7. Telex 44 / Null (8.37)
8. Numerous Numerics (7.21)
9. Postpone the Phone (7.10)